# Phytorophaga petiolata
Phytorophaga petiolata là một loài ruồi trong họ Tachinidae.